# Obrium aegrotum
Obrium aegrotum är en skalbaggsart som beskrevs av Holzschuh 1982. Obrium aegrotum ingår i släktet Obrium och familjen långhorningar.
Artens utbredningsområde är Nepal. Inga underarter finns listade i Catalogue of Life.